# Örgryte IS

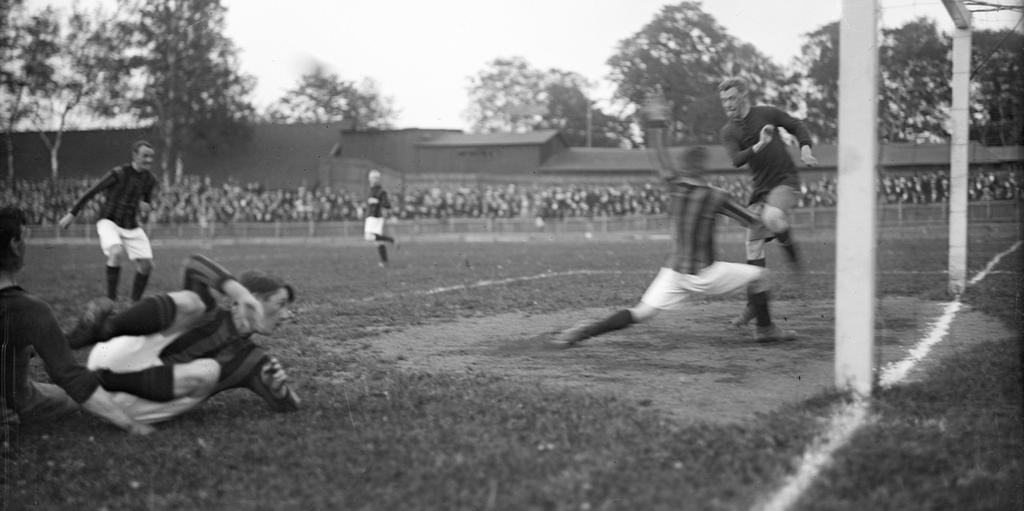
Imatge d'un partit de futbol de l'any 1920.

L'Örgryte IS, o ÖIS, és un club de futbol suec de la ciutat de Göteborg.

## Història
El club fou fundat el 4 de desembre de 1887. Disputà el primer partit de futbol a Suècia el 22 de maig de 1892. El seu estadi és el Valhalla IP.

## Jugadors destacats
- Marcus Allbäck
- Afonso Alves
- Sören Börjesson
- Johan Elmander
- Gunnar Gren
- Agne Simonsson

## Palmarès
- Campionat suec de futbol (12): 1896, 1897, 1898, 1899, 1902, 1904, 1905, 1906, 1907, 1909, 1913, 1985
- Allsvenskan (2): 1925–26, 1927–28
- Allsvenskan play-off (1): 1985
- Svenska Serien (4): 1910, 1911–12, 1920–21, 1923–24
- Svenska Mästerskapet (11): 1896, 1897, 1898, 1899, 1902, 1904, 1905, 1906, 1907, 1909, 1913
- Svenska Cupen (1): 1999–2000
- Corinthian Bowl (7): 1906, 1907, 1908, 1909, 1911, 1912, 1913
- Svenska Fotbollspokalen (2): 1903 I, 1903 II